# Norman Smiley
Norman Smiley (født 28. februar 1965) er en britisk fribryder, mest kendt for sine kampe i World Championship Wrestling. 

## I begyndelsen
Norman Smiley blev trænet af Boris og Dean Malenko, og debuterede i små forbund i Florida i 1986 – dengang kendt under navnet Black Magic. Han blev senere kendt som Lord Henry Norman, og blev en klassisk bad guy. I 1992 kæmpede han i CMLL i Mexico, igen som Black Magic og vandt deres Verdens Mesterskabs titel. Han beholdte den frem til 1994, hvor han mistede den til Silver King. I 1995 og 1996 kæmpede han endda kort for ECW. 

## World Championship Wrestling
Norman Smiley debuterede i 1997 som jobber i WCW, hvor han ofte kæmpede på WCW Saturday Night. Han blev dog hurtig populær, da han blev genkendt for sin Big Wiggle dans, hvor han stod bag sin modstander og smækkede ham. Norman Smiley dannede ofte par i tag team kampe med sin britiske kollega, Chris Adams. I 1998 blev han en bad guy, og krævede at kommentatorer skulle udtale hans navn korrekt britisk, nemlig Nor-MAHN Smi-LAY. Han fik endelig kampe på ordentligt TV, da han fejdede med Chavo Guerrero jr. på WCW Monday Nitro. Han stjal Chavos træhest, og smed den i en savmaskine, hvilket knuste Chavo. De to havde nogle kampe, men herefter forsvandt Norman igen. Da Vince Russo blev hyret i slutningen af 1999 blev Norman kendt som Screamin' Norman Smiley, hvor han spillede rollen som en kujonagtig og konstant skrigende wrestler, der altid havnede i grusomme hardcore kampe med store og voldelige wrestlere. Norman Smiley blev virkelig populær i denne rolle, og det lykkedes ham også at vinde WCW Hardcore titlen. Da Vince Russo og Eric Bischoff overtog WCW, gav de Norman Smiley missionen om at tage Hardcore titlen fra Terry Funk, men Norman Smiley var for bange til at tage imod udfordringen alene, så han fik en håndlanger – Den ulækre lastbil chauffør, Ralphus. Men Ralphus var uduelig, og endnu engang fejlede Smiley, så han blev fyret af Russo og Bischoff. Dette gav en række humoristiske sketches med Smiley og Ralphus, hvor de rendte rundt og ledte efter job bl.a. ved at sælge falske T-Shirts, ved at tilbyde mødre at Ralphus ville passe deres børn, og ved at rende rundt med skilte såsom "Will Wrestle For Food". De fik endnu en chance, og Norman Smiley wrestlede af og til på Nitro og Thunder. 

## Efter WCW
Siden WCW har Norman Smiley wrestlet for bl.a. TNA og i Mexico igen. 